# Castel Savello
Castel Savello di Albano sorge su un'altura solitaria, Monte Savello, ai piedi dell'abitato di Albano Laziale.
Roccaforte della famiglia Savelli, feudataria di quei luoghi, con vista su tutta la pianura costiera e sui retrostanti Colli Albani, venne raso al suolo nel 1435 dalle milizie del cardinal Vitelleschi, comandante delle truppe di Papa Eugenio IV, e mai ricostruito. I suoi ruderi, sui quali nel XVIII secolo si cercò di impiantare un nuovo insediamento, sono oggi proprietà di un privato.Durante la seconda guerra mondiale, nel 1944,l'altura del monte Savello  fu utilizzata dalle truppe tedesche come posto di osservazione per dirigere i colpi dei supercannoni tedeschi che sparavano sulle truppe alleate sbarcate ad Anzio. 
Nel 1963 Giorgio Schanzer cominciò a ricostituire in una proprietà coesa i tanti appezzamenti in cui era divisa la sommità del colle e per certe parti fino a fondo valle . Basandosi su somari per il carico dei materiali si cominciò a fermare i crolli e bonificare la zona intorno ai cospicui ruderi.